# A-33攻擊機
Douglas A-33（Model 8A-5）是二戰由道格拉斯飛行器公司少量生產的攻擊機。A-33是A-17攻擊機的升級版本，並具有更強大的引擎和更大的載彈量。雖然A-33最初打算用於出口市場，但後來由美國陸軍航空兵團全部接收，並命名為A-33。

## 發展
1932年，諾斯羅普成立，成為道格拉斯公司的部分控股子公司，到1937年，Northrop Model 8改名為Douglas 8A，由道格拉斯飛機公司的埃爾塞貢多分部生產。
1940年初，挪威訂購了36架8A-5，但在交付前，德國就已入侵挪威。該機於1940年10月至1941年1月期間完工，並交付給在加拿大安大略省比利·畢曉普多倫多市機場進行培訓的挪威流亡政府。
在損失兩架後，小挪威改採用其他機型進行訓練，剩餘的34架8A-5P出售給秘魯。然而，二戰開始時，陸軍航空隊收回其中的31架。 這些飛機被指定為A-33，用於訓練、拖運和聯絡等任務。

## 用戶
挪威
- 小挪威（英语：Little Norway）

 秘魯
 美国
- 美國陸軍航空兵團

## 外部連結
- . El Segundo, California: El Segundo Division, Douglas Aircraft Company. 16 September 1940  [12 March 2021].

- National Museum of the USAF - A-33 Fact Sheet
- Douglas 8A-5 for Norway, A-33